# Сократ Ставридис
Сократ (на гръцки: Σωκράτης, Сократис) е гръцки духовник.

## Биография
Роден е в тракийския град Силиврия със светското име Ставридис (Σταυρίδης). В 1889 година завършва Богословския факултет на Атинския университет. В 1893 година защитава докторат във Философския факултет на Марбургския университет. В 1893 година е хиротонисан за дякон, а в 1896 година за презвитер. На 21 ноември 1899 година става архимандрит. На 6 ноември 1911 година в „Свети Николай“ в Солун е ръкоположен за глава на Йерисовска и Светогорска епископия в Леригово от митрополит Йоаким Солунски и епископите Фотий Камбанийски и Александър Родостолски. По време на владичеството си развива широка културна дейност.
След преместването на епископ Йоаким Ардамерски през февруари 1922 година, на 10, 12 и 13 декември 1922 година Епархийският синод на Солунската митрополия заседава и дава наместничеството на Ардамерската епархия Сократ Йерисовски и решава да поиска от Вселенската патриаршия сливането на Йерисовската и Светогорска и на Ардамерската епископия, но вместо това на 7 октомври 1924 година двете епископии са превърнати в митрополии.
След оставката на митрополит Калиник Ардамерски през февруари 1934 година, митрополит Сократ отново поема наеместничеството на епархията. Тя е закрита в 1936 година и слята с Касандрийската и Солунската. В 1940 година обаче диоцезът на бившата Ардамерска митрополия е присъединен към този на Йерисовската и Светогорска, която приема името Йерисовска, Светогорска и Ардамерска.
Сократ Йерисовски умира в 1944 година.